# Vuelta a Andalucía 2002
La 48ª edición de la  Vuelta a Andalucía se disputó entre el 17 y el 21 de febrero de 2002 con un recorrido de 821,9 km dividido en 5 etapas, con inicio en Huelva y final en Granada. 
Participaron 160 corredores repartidos en 20 equipos de ocho miembros cada uno.
El vencedor, Antonio Colom, cubrió la prueba a una velocidad media de 38,587 km/h. La clasificación de la de la regularidad se la adjudicó Erik Zabel, la de la montaña Pedro Díaz y la de las metas volantes Gonzalo Bayarri.

## Etapas
| Etapa | Fecha         | Recorrido            | Km    | Ganador de la etapa |
| 1ª    | 17 de febrero | Huelva-Sevilla       | 153,7 | Endrio Leoni        |
| 2ª    | 18 de febrero | Lora del Río-Córdoba | 159,7 | Aleksandr Shefer    |
| 3ª    | 19 de febrero | Córdoba-Jaén         | 163,1 | Endrio Leoni        |
| 4ª    | 20 de febrero | Lucena-Benalmádena   | 188,1 | Javier Pascual      |
| 5ª    | 21 de febrero | Málaga-Granada       | 157,3 | Erik Dekker         |